# Твртко Прћић
Твртко Прћић (Суботица, 20. мај 1959) српски је универзитетски професор и лингвиста. По образовању доктор лингвистичких наука, Прћић је професор енглеског језика на новосадском универзитету и аутор правописних правила за транскрипцију енглеских имена. Написао је два речника прилагођених имена: (Нови) транскрипциони речник енглеских личних имена (1992, 1998, 2008) и Енглеско-српски речник географских имена (2004), као и друга дела везана за однос енглеског и српског језика.

## Академска каријера и научни рад
Прћић је дипломирао на Филозофском факултету у Новом Саду 1982. године, чиме је стекао звање професора енглеског језика и књижевности. Степен магистра лингвистичких наука стекао је на Филолошком факултету у Београду 1991. године одбраном тезе „Адаптација антропонима из енглеског језика у српскохрватском“, а звање доктора лингвистичких наука 1995. године, такође на Филолошком факултету у Београду, дисертацијом „Агентивни суфикси у савременом енглеском језику: морфосинтактички и семантички аспекти“.
Прћић је своју академску каријеру изградио на Филозофском факултету у Новом Саду, на Катедри за енглески језик и књижевност, односно Одсеку за англистику:
- 1988. године – избор за асистента на Катедри за савремени енглески језик,
- 1996. године – избор за доцента на Катедри за енглески језик,
- 2001. године – избор за ванредног професора на Катедри за енглески језик,
- 2006. године – избор за редовног професора на Катедри за енглески језик и лингвистику.

## Транскрипција с енглеског језика
Прћић је формулисао важећа транскрипциона правила за енглески језик. Објавио је речнике личних и географских имена, а правила није мењао од 1998, када је издат Нови транскрипциони речник енглеских личних имена. Речнике је приметио Одбор за стандардизацију српског језика, који је Одлуком 44 именовао Прћића за носиоца посла транскрипције с енглеског у измењеном и допуњеном издању Правописа из 1993. У свом извештају поводом напретка рада на новом Правопису, Одбор је препоручио Прћићева решења и дао им предност у односу на правила у Правопису из 1993, наводећи да се „ради о много бољем тексту од оног у Правопису“ што је постигнуто „уравнотеженим компромисом између фонолошког и графемског приступа“. Измењено и допуњено издање Правописа објављено је у октобру 2010.

## Одабрана дела
- (1992). Транскрипциони речник енглеских личних имена, Нолит, Београд. (XXXIV + 169 стр.).
- (1997). Семантика и прагматика речи, Издавачка књижарница Зорана Стојановића, Сремски Карловци, Нови Сад. (149 стр.).
- (1998). Нови транскрипциони речник енглеских личних имена, Прометеј, Нови Сад. (XXXVII + 173 стр.).
- (2001). Du yu speak anglosrpski? Речник новијих англицизама, Змај, Нови Сад. (277 стр.). (у коауторству с В. Васић и Г. Нејгебауер).
- (2004). Енглеско-српски речник географских имена, Змај, Нови Сад. (145 стр.).
- (2005). Енглески у српском, Змај, Нови Сад. (287 стр.).